# 12 × 5
| Оценки критиков | Оценки критиков |
| Источник        | Оценка          |
| --------------- | --------------- |
| Allmusic        | [ 1 ]           |

12 × 5 — второй американский альбом британской рок-группы The Rolling Stones. Выход пластинки состоялся 17 октября 1964 года только в США.

## Список композиций
| №  | Название                | Автор(ы)                 | Длительность |
| -- | ----------------------- | ------------------------ | ------------ |
| 1. | «Around and Around»     | Чак Берри                | 3:03         |
| 2. | «Confessin’ the Blues»  | Джей Макшен/Уолтер Браун | 2:46         |
| 3. | «Empty Heart»           | Нанкер Фелдж             | 2:35         |
| 4. | «Time Is on My Side»    | Джерри Раговой           | 2:50         |
| 5. | «Good Times, Bad Times» | Мик Джаггер/Кит Ричардс  | 2:32         |
| 6. | «It’s All Over Now»     | Бобби Вумак              | 3:27         |

| №   | Название                     | Автор(ы)                                  | Длительность |
| --- | ---------------------------- | ----------------------------------------- | ------------ |
| 7.  | «2120 South Michigan Avenue» | Фелдж                                     | 3:41         |
| 8.  | «Under the Boardwalk»        | Кенни Янг                                 | 2:48         |
| 9.  | «Congratulations»            | Мик Джаггер/Кит Ричардс                   | 2:28         |
| 10. | «Grown Up Wrong»             | Мик Джаггер/Кит Ричардс                   | 2:04         |
| 11. | «If You Need Me»             | Уилсон Пикетт/Роберт Бейтмэн              | 2:03         |
| 12. | «Susie Q»                    | Дейл Хоккинс/Стэн Льюис/Элеанор Бродватер | 1:51         |

## Участники записи
The Rolling Stones
- Мик Джаггер — вокал, губная гармоника и перкуссия
- Кит Ричардс — гитара и бэк-вокал
- Брайан Джонс — гитара , губная гармоника и бэк-вокал
- Чарли Уоттс — ударные
- Билл Уаймэн — бас-гитара и бэк-вокал

Приглашённые музыканты
- Иэн Стюарт – фортепиано и орган

## Чарты
Альбом
| Год  | Чарт          | Позиция |
| ---- | ------------- | ------- |
| 1964 | Billboard 200 | 3       |

Синглы
| Год  | Сингл                | Чарт              | Позиция |
| ---- | -------------------- | ----------------- | ------- |
| 1964 | «It's All Over Now»  | Billboard Hot 100 | 26      |
| 1964 | «Time Is on My Side» | Billboard Hot 100 | 6       |

## Сертификации
| Страна | Организация | Сертификат |
| ------ | ----------- | ---------- |
| США    | RIAA        | Золото     |